# KIBOSHIB
Kibo Shib (シンボル$KIBSHI、以下、KIBSHI）は、2022/12/8に発行された世界初の生成AIを用いたミームコインである。
KIBSHIはコミュニティトークンであり、コミュニティにより後述するNFT開発や、マーケティング、グッズ作製などが行われている。

## 解説
2022/11/30にChatGPT-3.5が一般ユーザ向けにリリースされたことにより誰もが生成AIを利用できるようになったことで、「AIにミームコインを作らせたら何というコインを作るだろうか？」という発想からプロジェクトが始まった。コインの背景情報はChatGPT-3.5により生成され、その際のプロンプトは次の通りである。"Generate a meme coin as a child of Kabosu (DOGE) as mother and Shiba Inu (SHIB) as father."(「母にカボス（DOGE）、父に柴犬（SHIB）を持つ子どもとして、ミームコインを生み出してください。」)　その結果、「Kibo Shib（KIBSHI）」と名付けられたミームコインが提案された。Kiboは日本語の「希望」（Kibō）を意味するが、1993年世界初のインターネットミームである「Kibology」にインスピレーションされたという説もある。また、ChatGPTによる提案の中には"featuring a Shiba Inu puppy with Kabosu's signature round face and "sad eyes""という記述があり、この文言をDall-E AI picture generatorにプロンプトとして入力することで生成された画像がKIBSHIのアイコンとして用いられている。KIBSHI誕生の後、新たな生成AIがリリースされる度に同様のコンセプトのミームコインが大量に発生することとなりAIミームコインカテゴリの生みの親ともなった。

## 主な出来事
2022/12/8 イーサリアムチェーン上に総数1兆枚のKIBSHIを発行。このうち半分の5000億KIBSHIがイーサリアムの創始者であるVitalik Buterin（ヴィタリック・ブテリン）に送信された。
2023/8/19 ヴィタリックが保有していた全てのKIBSHIを売却。しかし、この出来事をきっかけに保有者数が増加し、最高時価総額を記録。
2023/12/8 1周年を記念して、NFTコレクション「Kibros: AI Meme Coin Bros」がOpenSeaでリリースされた。
2024年 KiboShibは、ArbitrumやBaseなどのレイヤー2ネットワークへの展開を開始し、マルチチェーン対応を進めた。